# Plånboken
Plånboken är ett radioprogram som sänds i Sveriges Radio P1 och handlar om vardagsekonomi och konsumentfrågor. Programledare är Pia Fridén.